# Dalibor Stevanović
Dalibor Stevanović (ur. 27 września 1984 w Lublanie) – słoweński piłkarz występujący na pozycji środkowego pomocnika w FC Stade Nyonnais, reprezentant Słowenii.

## Kariera klubowa
Stevanović zawodową karierę rozpoczął w 2001 roku w Olimpiji Lublana. Po roku trafił do NK Domžale, z którym w debiutanckim sezonie awansował do pierwszej ligi. W sezonie 2004/2005 Stevanović zdobył ze swoim zespołem wicemistrzostwo Słowenii, a rozgrywki zakończył z 11 golami na koncie. Łącznie, dla Domžale rozegrał 77 meczów i strzelił 25 bramek.
Na początku 2006 roku Słoweniec podpisał kontrakt z hiszpańskim Realem Sociedad. W Primera División zadebiutował 15 stycznia 2006 roku w przegranym 0:1 meczu z Espanyolem. W rundzie wiosennej sezonu 2005/2006 Stevanović rozegrał dla Sociedad 14 spotkań, w tym 7 razy w podstawowym składzie. W kolejnych rozgrywkach zawodnik spadł ze swoją drużyną do Segunda División i w trakcie sezonu 2007/2008 wypożyczono go do Deportivo Alavés.
Latem 2008 roku Stevanović trafił do izraelskiego Maccabi Petach Tikwa i zajął z klubem 7. miejsce w rozgrywkach Ligat ha’Al. W styczniu 2009 roku piłkarz, na zasadzie półrocznego wypożyczenia, przeszedł do Vitesse, a w Eredivisie zadebiutował 25 stycznia w zremisowanym 0:0 pojedynku z NEC Nijmegen. Po sezonie, działacze holenderskiego klubu wykupili Stevanovicia z Maccabi. 10 października 2011 roku, jako wolny agent, podpisał kontrakt z Wołyniem Łuck. Na początku 2012 roku rozwiązał umowę z ukraińskim zespołem.
12 stycznia 2012 roku trafił do Śląska Wrocław, z którym w sezonie 2011/2012 wywalczył mistrzostwo Polski. Zagrał również w meczu o Superpuchar Polski, gdzie w 74. minucie został zmieniony przez Mateusza Cetnarskiego. Śląsk zdobył wówczas Superpuchar, pokonując Legię Warszawa w rzutach karnych. 17 kwietnia 2013 podczas meczu rozgrywanego w ramach 1/2 finału Pucharu Polski przeciwko Wiśle Kraków w Krakowie strzelił swoją pierwszą bramkę w barwach Śląska Wrocław. W 2014 roku odszedł do Torpeda Moskwa, a w 2015 do Mordowii Sarańsk.

## Kariera reprezentacyjna
W reprezentacji Słowenii Stevanović zadebiutował 28 lutego 2006 roku w zwycięskim meczu z Cyprem (1:0). Pierwszą bramkę zdobył natomiast 14 października 2009 roku podczas wygranego 3:0 spotkania przeciwko San Marino. W 2010 roku selekcjoner Matjaž Kek powołał go do 23-osobowej kadry na Mistrzostwa Świata w RPA.

## Sukcesy
Śląsk Wrocław
- mistrzostwo Polski (1): 2011/12
- Superpuchar Polski (1): 2012